# Institut supérieur d'ingénieurs de Franche-Comté
L'Institut supérieur d'ingénieurs de Franche-Comté est l'une des 204 écoles d'ingénieurs françaises accréditées au 1er septembre 2020 à délivrer un diplôme d'ingénieur.
Située à Besançon, c'est une composante de l'université de Franche-Comté spécialisée dans le dispositif médical.

## Conditions d'admission
L'école est accessible sur concours après une classe préparatoire (Concours Polytech) ou sur dossier après un bac +2 minimum en sciences de l'ingénieur, informatique, biologie, électronique, mécanique...

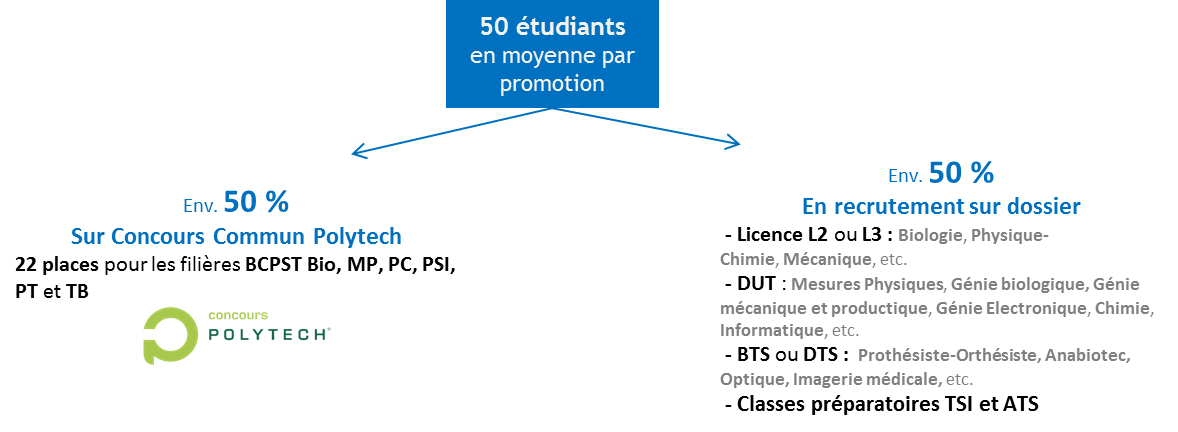
Les 2 modes de recrutement à l'ISIFC et les profils des candidats.

La formation s'effectue en trois ans après l'entrée à l'ISIFC. Le titre d'ingénieur ISIFC confère aussi le grade de Master.

## Enseignement et scolarité
L'enseignement dispensé à l'ISIFC est pluridisciplinaire pour permettre au futur ingénieur de comprendre tous les aspects d'un dispositif médical (DM) en partenariat étroit avec le CHRU de Besançon et l'industrie du DM.
La première année reste essentiellement théorique avec l'enseignement de matières "de base" : mécanique, mathématique, biologie, physiologie, anatomie, électronique, etc.
Lors de la seconde année, le programme comporte en plus une spécialisation en affaires réglementaires/ qualité et en recherche clinique. Plusieurs modules optionnels sont proposés: traitement d'images avancé, électronique numérique ou automatique. Il est également possible de prendre part à l'entreprise universitaire interne à l'école, véritable cellule de pré incubation de projets innovants pour la santé : Biotika.
La troisième année se compose essentiellement de stages, d'un tronc commun en investigations cliniques, en entrepreneuriat et innovation, et une option parmi : la e-santé, la bio-ingénierie, ou la biomécanique et microsystèmes pour le médical.
Il est possible de réaliser un semestre de cours et/ou stage à l'étranger.

## Stages
Les stages prennent une part importante dans l'enseignement dispensés à l'ISIFC.
En première année :
- un stage d'observation de quatre jours dans un service de l'hôpital Jean-Minjoz de Besançon, permettant ainsi de découvrir le milieu hospitalier
- un stage d'immersion de 4 semaines en entreprise, pour confronter l’élève ingénieur à la réalité du monde professionnel et socio-économique

En deuxième année:
- Le stage hospitalier, d'une durée de 6 semaines, et qui a pour but d'apporter des solutions à un problème rencontré par un service hospitalier (amélioration d'un dispositif médical, élaboration d'un cahier des charges, étude de marché...)

En troisième année :
- le stage R&D, de 3 mois minimum, qui se fait obligatoirement dans un laboratoire de recherche, un centre d'investigations cliniques ou un service R&D d'une entreprise ;
- le stage industriel d'une durée minimum de quatre mois, dont le but est d'exercer une activité d'ingénieur débutant dans une entreprise industrielle liée au secteur du dispositif médical.